# Колыбельная Бродвея
«Колыбельная Бродвея» (англ. Lullaby of Broadway) — музыкальная комедия режиссёра Дэвида Батлера, снятая в 1951 году в США, с участием знаменитой кинозвезды 1950—1960-х годов Дорис Дэй.

## Сюжет
Мелинда Говард, певица, проработавшая несколько лет в Английском музыкальном театре в Лондоне, решает вернуться домой в США, чтобы навестить свою мать, Джессику Говард, которую очень давно не видела. Мелинда считает, что её мать всё ещё преуспевающая звезда Бродвея и, как и прежде, живёт в собственном особняке на Манхэттене. На самом же деле карьера Джессики сошла на нет, она стала алкоголичкой и теперь выступает разве что в ресторанах и третьесортных кабаре.
В доме матери Мелинду встречают двое слуг, бывшие друзья её матери. Они препровожают Мелинду в комнату для гостей, уверяя её, что Джессика на гастролях, что её дом сдан в аренду пивовару Адольфу Хаббеллу, а сама она должна завтра же вернуться домой. Слуги надеются, что с приездом дочери Джессика Говард бросит пить и вернется к нормальной жизни. Они всеми силами стараются убедить Мелинду в том, что с её матерью все в порядке…
Сюжет фильма перемежается органично вставленными музыкальными номерами, в которых Дорис Дэй поет и танцует.

## В ролях
- Дорис Дэй — Мелинда Говард
- Джин Нельсон — Том Фарнхем
- С.З. Сакалл — Адольф Хаббелл
- Билли Де Вульф — Лефти Мэк
- Глэдис Джордж — Джессика Говард
- Флоренс Бейтс — Флоренс Бейтс